# Anna Tsuchiya

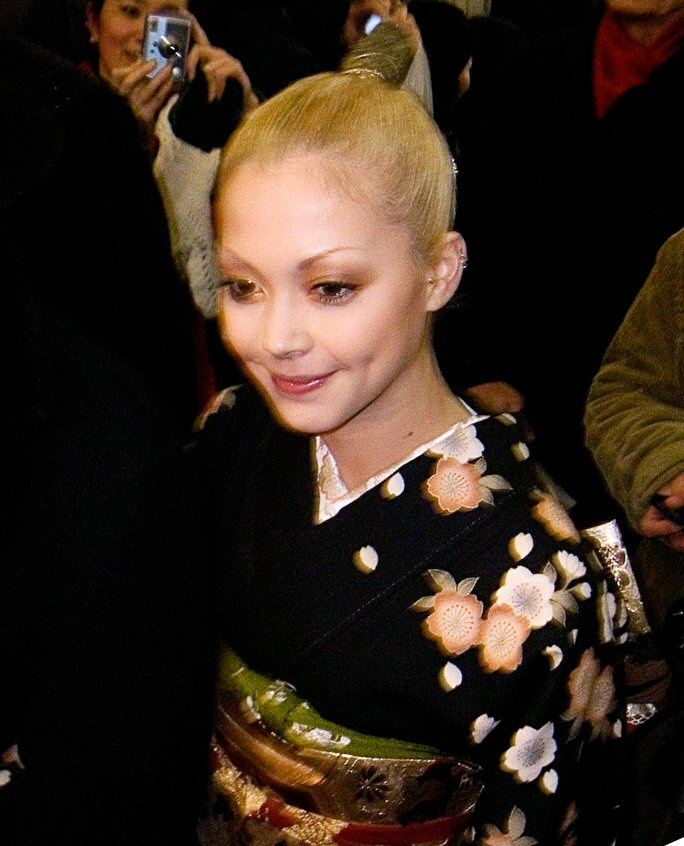
Anna Tsuchiya, Berlinale (2007)

Anna Marie Heider Tsuchiya (japanisch 土屋 アンナ, Tsuchiya Anna; * 11. März 1984 in Tokio, Japan), kurz Anna Tsuchiya, ist eine japanisch-US-amerikanische J-Pop- und J-Rock-Sängerin, Model und Schauspielerin mit japanischen und US-amerikanischen Wurzeln.

## Werdegang
Anna Tsuchiya, Tochter einer Japanerin und eines US-amerikanischen Vaters polnisch-irischer Abstammung, arbeitete zunächst als Model für eine Zeitschrift, bevor sie 2002 mit Kaz Iwaike die Rockband Spin Aqua gründete. Die Band brachte mehrere Singles sowie ein Album heraus, bevor sie im Jahr 2003 aufgelöst wurde. Nach ihrer Heirat und der Geburt ihres Kindes, spielte Tsuchiya eine der beiden Hauptrollen in der japanischen Filmkomödie Kamikaze Girls. Für ihre Darstellung der Ichigo Shirayuri wurde sie 2004 mit dem japanischen Academy Award als Newcomer of the Year ausgezeichnet und erhielt eine weitere Nominierung als Beste Nebendarstellerin sowie weitere Auszeichnungen.
Ihr zweites Studioalbum Anna Tsuchiya Inspi' Nana (Black Stones) diente als Soundtrack für die Anime-Adaption der Manga-Reihe Nana.
Im März 2010 brachte sie ihren zweiten Sohn "Shinba" zur Welt.

## Diskografie

### Studioalben
| Jahr | Titel                                    | Höchstplatzierung, Gesamtwochen, AuszeichnungChartsChartplatzierungen (Jahr, Titel, Platzierungen, Wochen, Auszeichnungen, Anmerkungen) | Anmerkungen                                                    |
| Jahr | Titel                                    | JP | Anmerkungen                                                    |
| ---- | ---------------------------------------- | --- | -------------------------------------------------------------- |
| 2006 | Strip me?                                | JP11 (13 Wo.)JP | Erstveröffentlichung: 2. August 2006 Verkäufe JP: + 50.000     |
| 2007 | Anna Tsuchiya Inspi’ Nana (Black Stones) | JP17 (4 Wo.)JP | Erstveröffentlichung: 28. Februar 2007 Verkäufe JP: + 18.000   |
| 2008 | Nudy Show!                               | JP10 (11 Wo.)JP | Erstveröffentlichung: 29. Oktober 2008 Verkäufe JP: + 47.000   |
| 2010 | Rule                                     | JP18 (5 Wo.)JP | Erstveröffentlichung: 22. September 2010 Verkäufe JP: + 11.000 |

### EPs
| Jahr | Titel              | Höchstplatzierung, Gesamtwochen, AuszeichnungChartsChartplatzierungen (Jahr, Titel, Platzierungen, Wochen, Auszeichnungen, Anmerkungen) | Anmerkungen                                                 |
| Jahr | Titel              | JP | Anmerkungen                                                 |
| ---- | ------------------ | --- | ----------------------------------------------------------- |
| 2005 | Taste My Beat      | JP28 (6 Wo.)JP | Erstveröffentlichung: 24. August 2005 Verkäufe JP: + 21.000 |
| 2014 | Sugar Palm         | JP279 (1 Wo.)JP | Erstveröffentlichung: 11. März 2014 Verkäufe JP: + 300      |
| 2014 | Lucifer            | JP170 (1 Wo.)JP | Erstveröffentlichung: 22. Oktober 2014 Verkäufe JP: + 500   |
| 2015 | Nake’d: Soul Issue | — | Erstveröffentlichung: 9. Dezember 2015                      |

### Kompilationen
| Jahr | Titel                               | Höchstplatzierung, Gesamtwochen, AuszeichnungChartsChartplatzierungen (Jahr, Titel, Platzierungen, Wochen, Auszeichnungen, Anmerkungen) | Anmerkungen                                              |
| Jahr | Titel                               | JP | Anmerkungen                                              |
| ---- | ----------------------------------- | --- | -------------------------------------------------------- |
| 2012 | 12 Flavor Songs: Best Collaboration | JP104 (1 Wo.)JP | Erstveröffentlichung: 28. März 2012 Verkäufe JP: + 1.000 |

### Remixalben
| Jahr | Titel                                      | Höchstplatzierung, Gesamtwochen, AuszeichnungChartsChartplatzierungen (Jahr, Titel, Platzierungen, Wochen, Auszeichnungen, Anmerkungen) | Anmerkungen                                              |
| Jahr | Titel                                      | JP | Anmerkungen                                              |
| ---- | ------------------------------------------ | --- | -------------------------------------------------------- |
| 2006 | Taste My Xxxremixxxxxxx!!!!!!!! Beat Life! | JP124 (4 Wo.)JP | Erstveröffentlichung: 23. März 2006 Verkäufe JP: + 5.000 |
| 2009 | Nudy xxxremixxxxxxx!!!!!!!! Show!          | JP114 (1 Wo.)JP | Erstveröffentlichung: 11. März 2009 Verkäufe JP: + 1.000 |

### Singles
| Jahr | Titel Album                                                     | Höchstplatzierung, Gesamtwochen, AuszeichnungChartsChartplatzierungen (Jahr, Titel, Album, Platzierungen, Wochen, Auszeichnungen, Anmerkungen) | Anmerkungen                                                                                     |
| Jahr | Titel Album                                                     | JP | Anmerkungen                                                                                     |
| ---- | --------------------------------------------------------------- | --- | ----------------------------------------------------------------------------------------------- |
| 2006 | Change Your Life Strip Me?                                      | JP35 (5 Wo.)JP | Erstveröffentlichung: 25. Januar 2006 Verkäufe JP: + 9.000                                      |
| 2006 | Slap That Naughty Body / My Fate Strip Me?                      | JP68 (4 Wo.)JP | Erstveröffentlichung: 23. März 2006 Verkäufe JP: + 4.000                                        |
| 2006 | Rose Strip Me?                                                  | JP6 (10 Wo.)JP | Erstveröffentlichung: 28. Juni 2006 Verkäufe JP: + 54.000                                       |
| 2007 | Kuroi Namida Anna Tsuchiya Inspi’ Nana (Black Stones)           | JP7 (6 Wo.)JP | Erstveröffentlichung: 10. Januar 2007 Verkäufe JP: + 20.000                                     |
| 2007 | Lucy Anna Tsuchiya Inspi’ Nana (Black Stones)                   | JP18 (5 Wo.)JP | Erstveröffentlichung: 7. Februar 2007 Verkäufe JP: + 13.000                                     |
| 2007 | Bubble Trip / Sweet Sweet Song Nudy Show! / –                   | JP21 (6 Wo.)JP | Erstveröffentlichung: 1. August 2007 Verkäufe JP: + 14.000                                      |
| 2008 | Cocoon Nudy Show!                                               | JP19 (4 Wo.)JP | Erstveröffentlichung: 30. Januar 2008 Verkäufe JP: + 7.000                                      |
| 2008 | Crazy World Nudy Show!                                          | JP19 Gold (Digital) · (6 Wo.)JP | Erstveröffentlichung: 11. Juni 2008 Verkäufe JP: + 13.000; feat. Ai                             |
| 2008 | Virgin Cat Nudy Show!                                           | JP39 (2 Wo.)JP | Erstveröffentlichung: 10. September 2008 Verkäufe JP: + 3.000                                   |
| 2009 | Brave Vibration Rule                                            | JP13 Gold (Digital) · (5 Wo.)JP | Erstveröffentlichung: 1. Juli 2009 Verkäufe JP: + 7.000                                         |
| 2010 | Atashi Rule                                                     | JP68 (2 Wo.)JP | Erstveröffentlichung: 21. Juli 2010 Verkäufe JP: + 2.000                                        |
| 2010 | Shout in the Rain Rule                                          | JP68 (1 Wo.)JP | Erstveröffentlichung: 18. August 2010 Verkäufe JP: + 1.000                                      |
| 2011 | Unchained Girl (Stayin’ Alive, Juicy Girl and Master Blaster) – | JP62 (2 Wo.)JP | Erstveröffentlichung: 28. September 2011 Verkäufe JP: + 1.000 feat. The Samos                   |
| 2011 | Switch On! –                                                    | JP13 Gold (Mobile Downloads) · (13 Wo.)JP | Erstveröffentlichung: 23. November 2011 Verkäufe JP: + 30.000 Theme Song von Kamen Rider Fourze |
| 2012 | Voyagers –                                                      | JP61 (2 Wo.)JP | Erstveröffentlichung: 22. August 2012 Verkäufe JP: + 2.000                                      |

Weitere Lieder
- 2011: Wonder Woman (Namie Amuro feat. Ai und Anna Tsuchiya, JP: Platin (Digital))

### Videoalben
| Jahr | Titel                                      | Höchstplatzierung, Gesamtwochen, AuszeichnungChartsChartplatzierungen (Jahr, Titel, Platzierungen, Wochen, Auszeichnungen, Anmerkungen) | Anmerkungen                           |
| Jahr | Titel                                      | JP | Anmerkungen                           |
| ---- | ------------------------------------------ | --- | ------------------------------------- |
| 2004 | Anna 3                                     | — | Erstveröffentlichung: 16. Juni 2004   |
| 2007 | Anna Tsuchiya 1st Live Tour Blood of Roses | JP37 (3 Wo.)JP | Erstveröffentlichung: 10. Januar 2007 |
| 2010 | Blue Pacific Stories: Fish Bone            | — | Erstveröffentlichung: 17. März 2010   |

## Filmografie (Auswahl)
- 2004: Kamikaze Girls (Shimotsuma Monogatari)
- 2004: The Taste of Tea (Cha no Aji)
- 2005: Bashment
- 2006: Memories of Matsuko
- 2006: Sakuran
- 2007: Dororo
- 2008: Resident Evil: Degeneration
- 2012: Resident Evil: Damnation